# Corriere della Sera
Corriere della Sera, italienska för Kvällskuriren, ofta förkortat till Corriere, är en av Italiens största dagstidningar. Den grundades den 5 mars 1876 av Eugenio Torelli Viollier.

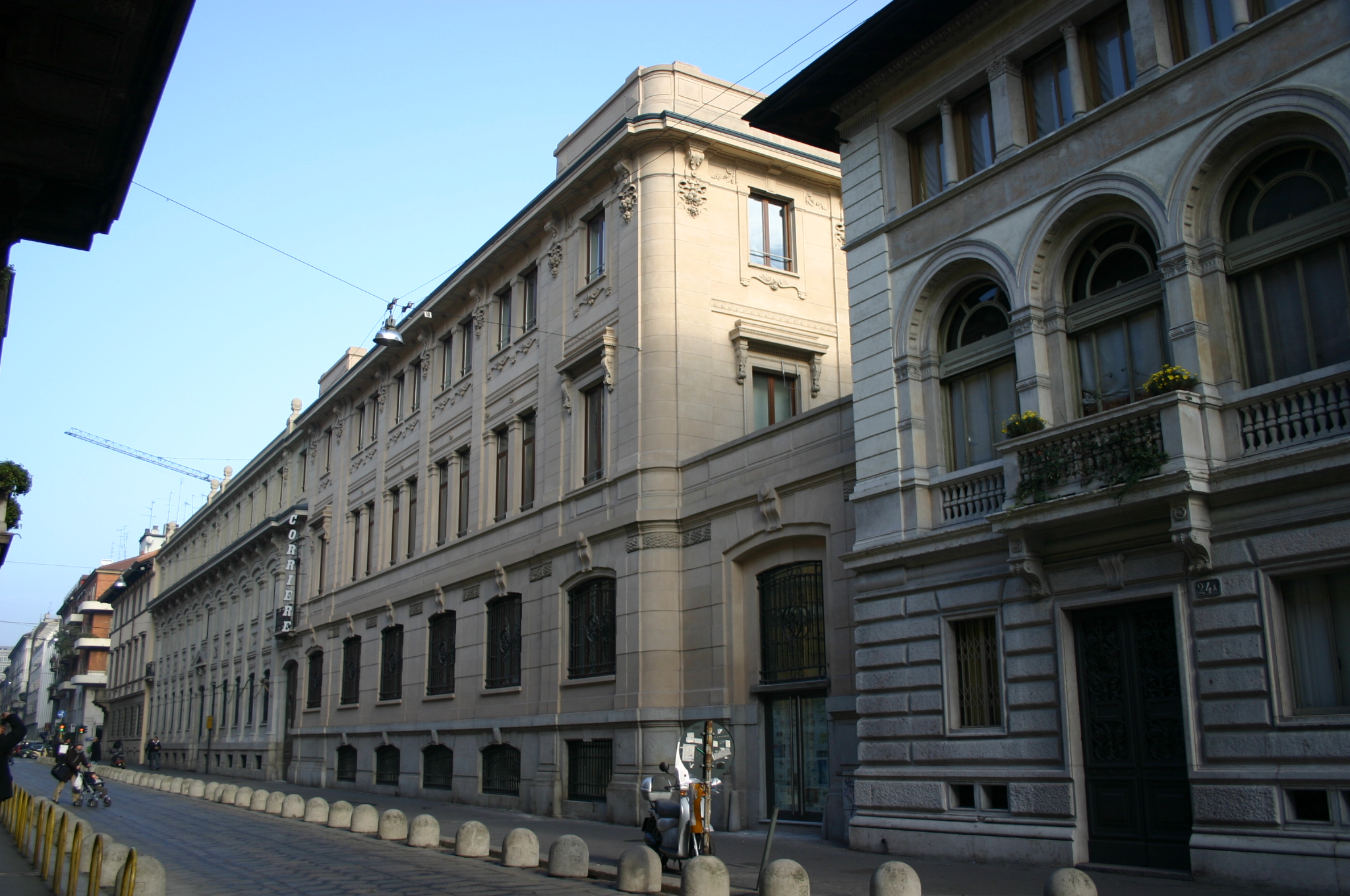
Corriere della Seras huvudkontor har funnits i samma byggnader på via Solferino sedan början av 1900-talet.